# 1960 في الصومال
فيما يلي قائمة بالأحداث التي حدثت خلال عام 1960 في الصومال.

## السياسة
- الرئيس الصومالي : آدم عبد الله عثمان (ابتداء من 1 يوليو)
- رئيس الوزراء : محمد حاج إبراهيم عقال (1 يوليو - 12 يوليو)، عبد الرشيد علي شرماركي (بدءا من 12 يوليو)

## الأحداث

### يونيو
- 26 يونيو - نال الصومال البريطاني بقيادة رئيس الوزراء محمد حاج إبراهيم عقال الاستقلال عن المملكة المتحدة.[1]

### يوليو
- 1 يوليو - حصل الصومال الإيطالي على الاستقلال من إيطاليا، بعد خمسة أيام من حصول الصومال البريطاني على الاستقلال، وانضمت المنطقتان لتشكيل الجمهورية الصومالية، وانتُخب آدم عبد الله عثمان، رئيس الحكومة المحلية لحكومة الصومال الإيطالي رئيسًا للجمهورية الوليدة، واختير عبد الرشيد شرماكي رئيسًا للوزراء.[2]